# Кокс, Карл
Карл Кокс (англ. Carl Cox; род. 29 июля 1962, Олдем, Англия) — британский диджей, техно и хаус-композитор. Многократный обладатель титула "лучший диджей" премии  "International Dance Music Awards" международной конференции танцевальной музыки (WMC).  По версии журнала DJ Magazine в 1996 и 1997 годах становился диджеем номер один. В 2017 году занял 62 место в списке лучших диджеев мира по версии журнала DJ Magazine.

## Биография
С самого детства Карл Кокс тратил все свои карманные деньги на винил, а к 15 годам он приобрел свою первую диджейскую установку. Играя где только возможно, он перешёл от soul к disco и hip-hop, вскоре раскрыв для себя музыку acid house, которая в дальнейшем превратилась из простого хобби в увлечение всей его жизни. Его способность крутить сразу три вертушки принесла ему некоторую славу в конце 80х.
Официально его музыкальная карьера началась примерно в то же время, когда чикагская хаус-музыка заняла свое место в мире танцевальной музыки. В итоге он  известен как один из основателей этого направления  и основоположник британской рейв-сцены.
В начале 1990-х годов он решает создавать собственную музыку, и именно тогда он выпускает свой дебютный сингл для лейбла Perfecto Пола Окенфолда "I Want You (Forever)". Трек взлетел на 23-е место в чартах и заработал место в рейтинге Top of the Pops.
Свою репутацию талантливого диджея Карл закрепил во время таких мероприятий как Sunrise. На рейве Sunrise в 1988 году, Кокс подключил третий проигрыватель для своего сета, чем вызвал восторг 15000 танцующих. Эта практика микширования с трёх дек принесла ему настоящую славу.

А когда в начале 90х рейв распался на хардкор и джангл, Кокс остался верным house и techno, несмотря на успех в поп сфере (его треки 'I Want you' и 'Does It Feel Good To You' входили в Top 40). "Непревзойденные диджейские навыки Carl Cox, способность завести толпу дают нам основание назвать его диджеем номер один в музыке без границ, о бесподобном качестве которой говорит его первый CD микс 'FACT.' проданный в количестве 2500000 экземпляров."
«За все годы люди привыкли называть меня техно диджеем. Но я был драм-н-бейс диджеем и хаус диджеем, хардкор диджеем, соул-диджеем - некоторые называли меня трансовым диджеем во времена F.A.C.T. Я просто стараюсь не замыкаться на одной области».
Столкнувшись в очередной раз с коммерческой рутиной, Кокс предпочел выбрать ещё не хоженые им пути и заняться менеджментом Ultimate Music, раскручивая таких быстро восходящих диджеев как: Trevor Rockliffe.  Карл Кокс возглавляет свой собственный лейбл  Intec Digital, который был основан в 1999 году как Intec Records, в качестве платформы для выпуска андеграундных авторов. В 2006 году лэйбл распался. В 2010 году с помощью Джона Рунделла, Кокс перезапустил лейбл под названием Intec Digital.

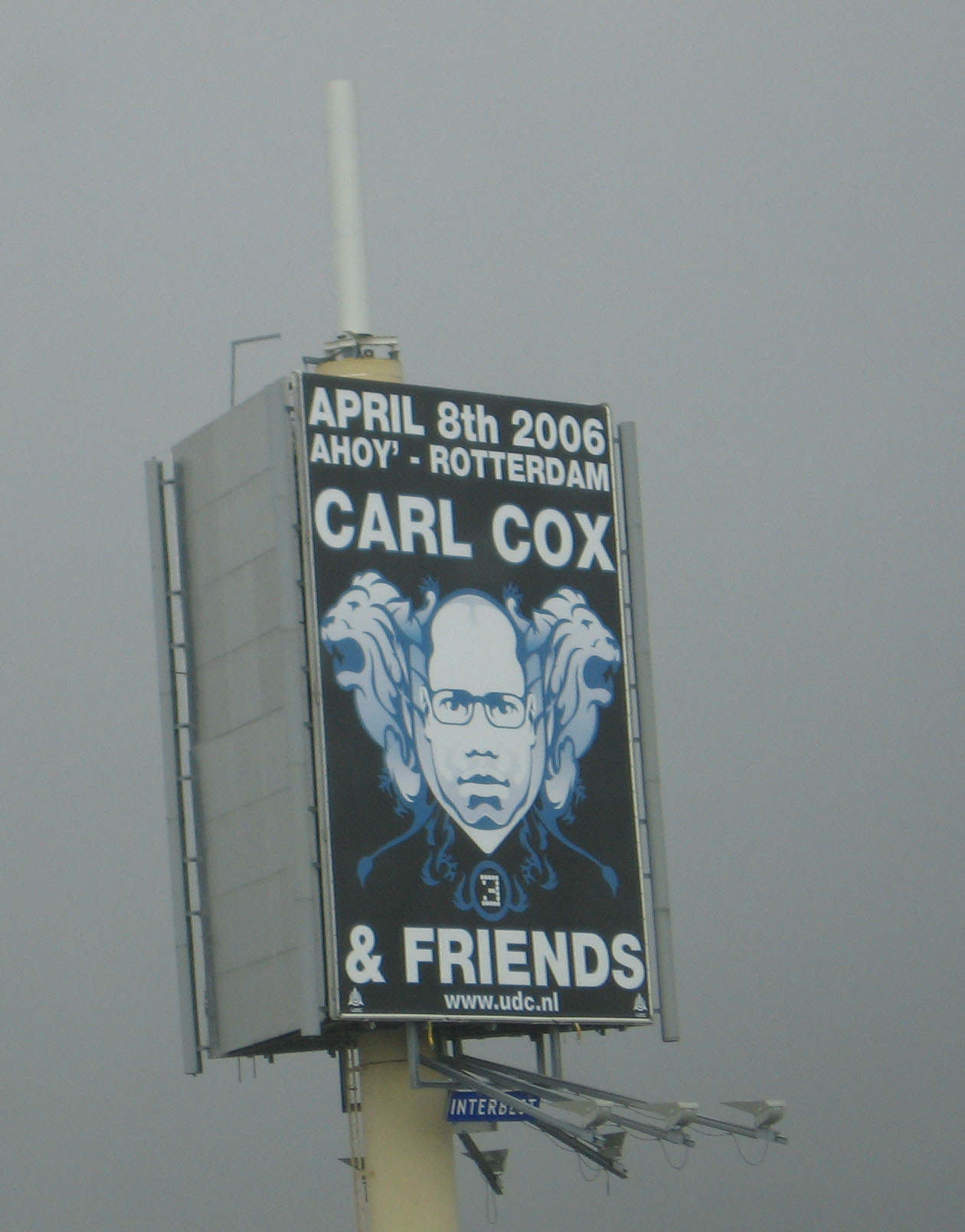
афиша выступления Карла Кокса

Лейбл выпустил записи Oxia, Smith & Selway, Valentino Kanzyani, Bryan Zentz и Trevor Rockliffe, таким образом, давая этим талантливым людям возможность успешно работать дальше. И хотя Карл Кокс стал реже появляться в Intec, вышесказанное доказывает, что он активно принимает участие, как в жизни своего ночного клуба, так и своего лейбла, который сейчас силен как никогда. Между тем Карл Кокс продолжает радовать нас своим непревзойденным мастерством и в скором времени представит нам свой новый долгожданный всеми альбом. Ходят слухи, что такие известные имена как Fatboy Slim, Roni Size, Erick Morillo имеют отношение к этому альбому; подходящая подборка для одного из самых популярных диджеев мира.
Упоминается в песне немецкой группы Scooter - Hyper Hyper (Клип).

## Дискография

### Альбомы[11]
- 1996 — At The End Of The Cliche, Worldwide Ultimatum Records
- 1999 — Phuture 2000, Worldwide Ultimatum Records
- 2005 — Second Sign, Play It Again Sam
- 2005 — Carl Cox at space 2005  (Mix Compilation), Gridlock
- 2005 — Carl Cox at space 2006 (Mix Compilation), Gridlock
- 2007 — Carl Cox and friends  at space (Mix Compilation), Global Underground
- 2008 — Dance valley 2008 - Carl Cox LIVE (Mix Compilation), Midtown Records
- 2009 — Main stage madness (Various (Mix Compilation)), Mixmag
- 2009 — Carl Cox 24/7 – DOCUMENTARY & LIVE CONCERT, Hi-Fi Entertainment
- 2009 — Carl Cox at space - Join our revolution (Mix Compilation), Safehouse Management
- 2010 — Carl Cox at space.The revolution continues (Mix Compilation), Safehouse Management
- 2010 — Black rock desert (Mix Compilation), Global Underground
- 2011 — All Roads Lead To The Dancefloor, Intec Digital
- 2012 — Carl Cox at space. The revolution recruits (mixed), Safehouse Management
- 2013 — Pure intec two. Mixed by Carl Cox and Jon Rundell, Intec Digital
- 2013 — Carl Cox at space - The party unites (mixed), Safehouse Management

### Синглы[11]
- 1991 — I Want You (Forever), Perfecto Records
- 1995 — Two Paintings And A Drum, Worldwide Ultimatum Records
- 1996 — Sensual Sophis-ti-cat, Worldwide Ultimatum Records
- 1996 — Tribal Jedi, Worldwide Ultimatum Records
- 1998 — Phuture 2000, Ebel Records
- 1999 — Dr. Funk, Ebel Records
- 1999 — The Latin Theme, Worldwide Ultimatum Records
- 2002 — Club Traxx Vol.1, Trust The DJ
- 2003 — Club Traxx Vol.2, Trust The DJ
- 2003 — Dirty Bass, 23rd Century Records
- 2003 — Space Calling, 23rd Century Records
- 2004 — Give Me Your Love (Carl Cox Featuring Hannah Robinson), 23rd Century Records/Play It Again Sam
- 2006 — That’s The Bass (Carl Cox & Norman Cook), 23rd Century Records/Play It Again Sam
- 2007 — Got What You Paid 4! (feat. Saffron)
- 2008 — I want you (FOREVER), (CR2)
- 2010 — The Latin theme, (Bush Records)
- 2011 — Chemistry, (Intec:Digtal)
- 2011 — Family guy, (Intec:Digital)
- 2011 — Nexus, (Intec:Digital)
- 2013 — Caipiroska (Carl Cox & Jon Rundell (Original Mix))
- 2013 — Carl Cox - Time for House music (ORIGINAL MIX)

### Компиляции
- 1994 — Nonstopmix 1994, Liquid Rec.
- 1994 — Fantazia III - Made in Heaven Remix, Fantazia
- 1994 — Fantazia The DJ Collection Carl Cox, Fantazia
- 1995 — F.A.C.T., React
- 1997 — F.A.C.T. 2, Worldwide Ultimatum Records
- 1998 — DJF 250, Sony Music Entertainment
- 1998 — Non Stop 98/01, FFRR Records
- 1998 — The Sound Of Ultimate B.A.S.E., Worldwide Ultimatum Records
- 1999 — Non Stop 2000, FFRR Records
- 1999 — F.A.C.T. Australia, X-Over Recordings
- 2000 — Mixed Live Crobar Nightclub, Chicago, Moonshine Music
- 2002 — Global, Play It Again Sam
- 2002 — Mixed Live 2nd Session Area 2, Detroit, Moonshine Music
- 2003 — F.A.C.T. Australia II, Warner Music Group
- 2003 — U60311 Compilation Techno Division Vol. 3, V2 Records
- 2004 — Back To Mine: Carl Cox, DMC Publishing
- 2004 — Pure Intec, Intec Records
- 2006 — Intec 50 EP, Intec Records
- 2006 — Global 2006
- 2009 — At Space Join Our REVOLUTION (safehouse)
- 2010 — At Space REVOLUTION CONTINUES (safehouse)
- 2011 — Ten Years At Space A DECADE of DANCE (safehouse)
- 2012 — The REVOLUTION RECRUITS (safehouse)
- 2013 — The REVOLUTION THE PARTY UNITES (safehouse)
- 2014 — SPACE IBIZA 25 ANNIVERSARY (Cr2) (Kontor records)

### Ремиксы
- 1991 — Art of Noise — Shades Of Paranoimia (Carl Cox Remix), China Records
- 1992 — Eternal — Eternal (Carl Cox Remix), Underground Level Recordings
- 1992 — Robert Owens — Gotta Work (Carl’s Renaissance Remix), Freetown Inc.
- 1992 — Patti Day — Hot Stuff (Carl Cox Remix), Starway Records
- 1992 — DJ Phantasy — Jepron (Carl Cox Remix), Liquid Wax Recordings
- 1992 — Sunscreem — Perfect Motion (Carl Cox’s Rhythm’s A Drug Remix), Sony BMG Music Entertainment
- 1993 — Visa — Let Me See Ya Move (Carl Cox’s Militant March Remix), MMR Productions
- 1993 — Smooth But Hazzardous — Made You Dance (Carl Cox Remix), Sound Entity Records
- 1994 — Laurent Garnier — Astral Dreams (Carl Cox’s MMR Remix), F-Communications
- 1994 — Trevor Rockcliffe Presents Glow — Break The Law (Carl’s Reconstructed Remix), MMR Productions
- 1994 — Quench — Hope (Carl Cox Remix), Infectious Records
- 1994 — FKW — Jingo (Carl Cox Remix), PWL
- 1994 — O.T.T. — Raw (Carl Cox Remix), Industrial Strength Records
- 1994 — Aurora Borealis — Raz (Carl’s MMR Remix), F-Communications
- 1994 — English Muffin — The Blood Of An English Muffin (Carl Cox Remix), MMR Productions
- 1994 — Lunatic Asylum — The Meltdown (Carl Cox & John Selway's Circular Cycle Remix), MMR Productins
- 1995 — Jam & Spoon — Angel (Ladadi O-Heyo) (Carl Cox Remix), Epic Records
- 1995 — The Stone Roses — Begging You (Cox’s Ultimatum Remix), Geffen Records
- 1995 — Yello — L’Hotel (Carl Cox’s Hands On Yello Remix), Urban
- 1995 — Dr. Fernando Stomach Substance (Carl Cox Remix), MMR Productions
- 1995 — Infrequent Oscillation — Burning Phibes (Carl Cox Remix), MMR Productions
- 1995 — Technohead — Get Stoned (Carl Cox Remix), Mokum Records
- 1995 — AWeX — It’s Our Future (Carl Cox’s Ultimate Remix), Plastic City UK
- 1995 — Slab — Rampant Prankster (Carl Cox’s Jumper Remix), Hydrogen Dukebox
- 1995 — Steve Mason & Tony Crooks — Shallow Grave (Carl Cox’s After Hours Remix), Rain Forest Records
- 1995 — Josh Abrahams — March Time (Carl Cox Remix), MMR Productions
- 1996 — System 7 — Hangar 84 (Cox’s W.W. Ultimatum Remix), Butterfly Records
- 1996 — Electroliners — Loose Caboose (Carl Cox Remix), XL Recordings
- 1996 — Barefoot Boys — Need No Man (Cox’s Harder Remix), Stealth Records
- 1996 — The Advent — Mad Dog (Carl Cox Remix), Internal
- 1996 — JX — There’s Nothing I Won’t Do (Carl Cox’s Full House Remix), FFRR Records
- 1996 — Consolidated — This Is Fascism (Carl Cox’s Burning Gold Remix), MC Projects
- 1996 — Vernon — Vernon’s Wonderland (Carl Cox’s Full Remix), Eye Q
- 1996 — Poltergeist — Vicious Circles (Carl Cox’s MMR Remix), Manifesto
- 1997 — DJ SS — DJs Anthem (Carl Cox Remix), Formation Records
- 1997 — Tenth Chapter — Prologue (Carl Cox & Paul van Dyk Remix), Jackpot
- 1999 — Needle Damage — That Zipper Track (Carl Cox Remix), Worldwide Ultimatum Records
- 1999 — Grooverider — Where’s Jack The Ripper (Carl Cox’s Techno Radio Edit), Higher Ground Records
- 2000 — Tony Moran Featuring Cindy Mizelle — Shine On (Carl Cox’s Sweat Dub), Contagious Records
- 2001 — Slam — Positive Education (Carl Cox’s Intec Remix), VC Recordings
- 2001 — Trevor Rockcliffe & Blake Baxter — Visions Of You (Carl Cox Remix), Intec Records
- 2001 — Ramirez — Volcan De Passion (Carl Cox Remix), Terapia
- 2002 — Cormano — Mangamana vs. Revenge (Carl Cox’s Turntable Remix) 4 Play Records, Inc.
- 2003 — Tomaz vs Filterheadz — Sunshine (Carl Cox Remix), Intec Records
- 2003 — Bad Cabbage — You’re Rude (Get Fucked) (Carl Cox’s Not So Rude Remix), Mutant Disc
- 2004 — Eric Powell — Don’t Deny It (Carl Cox Remix), 23rd Century Records
- 2004 — Johan Cyber — Natural Funk (Carl Cox Remix), 23rd Century Records
- 2004 — Cohen vs Deluxe — Just Kick! (Carl Cox Remix), Intec Records

## Награды и номинации

#### DJ Awards
DJ Awards - ежегодное мероприятие, посвященное электронной музыке. Это единственная международная церемония для диджеев,  проводится один раз в год, в клубе Pacha на Ибице. Считается одной из самых важных наград, которую может получить артист электронной сцены.
| Год  | Номинируемая работа     | Категория              | Результат |
| ---- | ----------------------- | ---------------------- | --------- |
| 1998 | Carl Cox                | Best Techno/Trance DJ  | Номинация |
| 1999 | Carl Cox                | Best Techno DJ         | Номинация |
| 2000 | Carl Cox                | Best Techno DJ         | Номинация |
| 2000 | Carl Cox                | Best Set of the Season | Победа    |
| 2001 | Carl Cox                | Best Techno DJ         | Победа    |
| 2002 | Carl Cox                | Best Techno DJ         | Победа    |
| 2003 | Carl Cox                | Best Techno DJ         | Номинация |
| 2004 | Carl Cox                | Best Techno DJ         | Номинация |
| 2005 | Carl Cox                | Best Techno DJ         | Номинация |
| 2006 | Carl Cox Global @ Space | Best Ibiza Night       | Победа    |
| 2006 | Carl Cox                | Best Techno DJ         | Номинация |
| 2007 | Carl Cox                | Best Techno DJ         | Номинация |
| 2008 | Carl Cox                | Best International DJ  | Номинация |
| 2008 | Carl Cox                | Best Techno DJ         | Номинация |
| 2009 | Carl Cox                | Best International DJ  | Номинация |
| 2009 | Carl Cox                | Best Techno DJ         | Номинация |
| 2010 | Carl Cox                | Best International DJ  | Номинация |
| 2010 | Carl Cox                | Best Techno DJ         | Номинация |
| 2011 | Carl Cox                | Best International DJ  | Номинация |
| 2011 | Carl Cox                | Best Techno DJ         | Победа    |
| 2011 | Carl Cox                | Best Ibiza Night       | Победа    |
| 2012 | Carl Cox                | Best International DJ  | Победа    |
| 2012 | Carl Cox                | Best Techno DJ         | Победа    |
| 2013 | Carl Cox                | Best International DJ  | Номинация |
| 2013 | Carl Cox                | Best Techno DJ         | Номинация |
| 2014 | Carl Cox                | Best International DJ  | Победа    |
| 2014 | Carl Cox                | Best Techno DJ         | Победа    |
| 2015 | Carl Cox                | Best International DJ  | Номинация |
| 2015 | Carl Cox                | Best Techno DJ         | Победа    |
| 2016 | Carl Cox                | Best Techno DJ         | Победа    |
| 2016 | Carl Cox                | Best International DJ  | Победа    |

#### DJ Magazine Awards
Каждый год журнал DJ Magazine проводит открытое голосование на звание лучшего диджея мира. Общественность голосует, определяя Топ100 лучших диджеев мира. Кокс был признан лучшим в мире диджеем в 1996 и 1997 годах, он входил в топ-5 в течение 6 лет, в топ-10 в течение 10 лет и в топ-20 в течение 14 лет.
| Год  | Номинируемая работа | Категория           | Результат |
| ---- | ------------------- | ------------------- | --------- |
| 1996 | Carl Cox            | World's Top 100 DJs | Победа    |
| 1997 | Carl Cox            | World's Top 100 DJs | Победа    |
| 1998 | Carl Cox            | World's Top 100 DJs | Победа    |
| 1999 | Carl Cox            | World's Top 100 DJs | Победа    |
| 2000 | Carl Cox            | World's Top 100 DJs | 5         |
| 2001 | Carl Cox            | World's Top 100 DJs | 5         |
| 2002 | Carl Cox            | World's Top 100 DJs | 8         |
| 2003 | Carl Cox            | World's Top 100 DJs | 9         |
| 2004 | Carl Cox            | World's Top 100 DJs | 11        |
| 2005 | Carl Cox            | World's Top 100 DJs | 10        |
| 2006 | Carl Cox            | World's Top 100 DJs | 11        |
| 2007 | Carl Cox            | World's Top 100 DJs | 7         |
| 2008 | Carl Cox            | World's Top 100 DJs | 12        |
| 2009 | Carl Cox            | World's Top 100 DJs | 18        |
| 2010 | Carl Cox            | World's Top 100 DJs | 22        |
| 2011 | Carl Cox            | World's Top 100 DJs | 33        |
| 2012 | Carl Cox            | World's Top 100 DJs | 46        |
| 2013 | Carl Cox            | World's Top 100 DJs | 46        |
| 2014 | Carl Cox            | World's Top 100 DJs | 59        |
| 2015 | Carl Cox            | World's Top 100 DJs | 63        |
| 2016 | Carl Cox            | World's Top 100 DJs | 74        |
| 2017 | Carl Cox            | World's Top 100 DJs | 62        |
| 2018 | Carl Cox            | World's Top 100 DJs | 53        |
| 2019 | Carl Cox            | World's Top 100 DJs | 35        |

| Год  | Номинируемая работа | Категория   | Результат |
| ---- | ------------------- | ----------- | --------- |
| 1992 | Carl Cox            | No1 Rave DJ | Победа    |